# RT-70

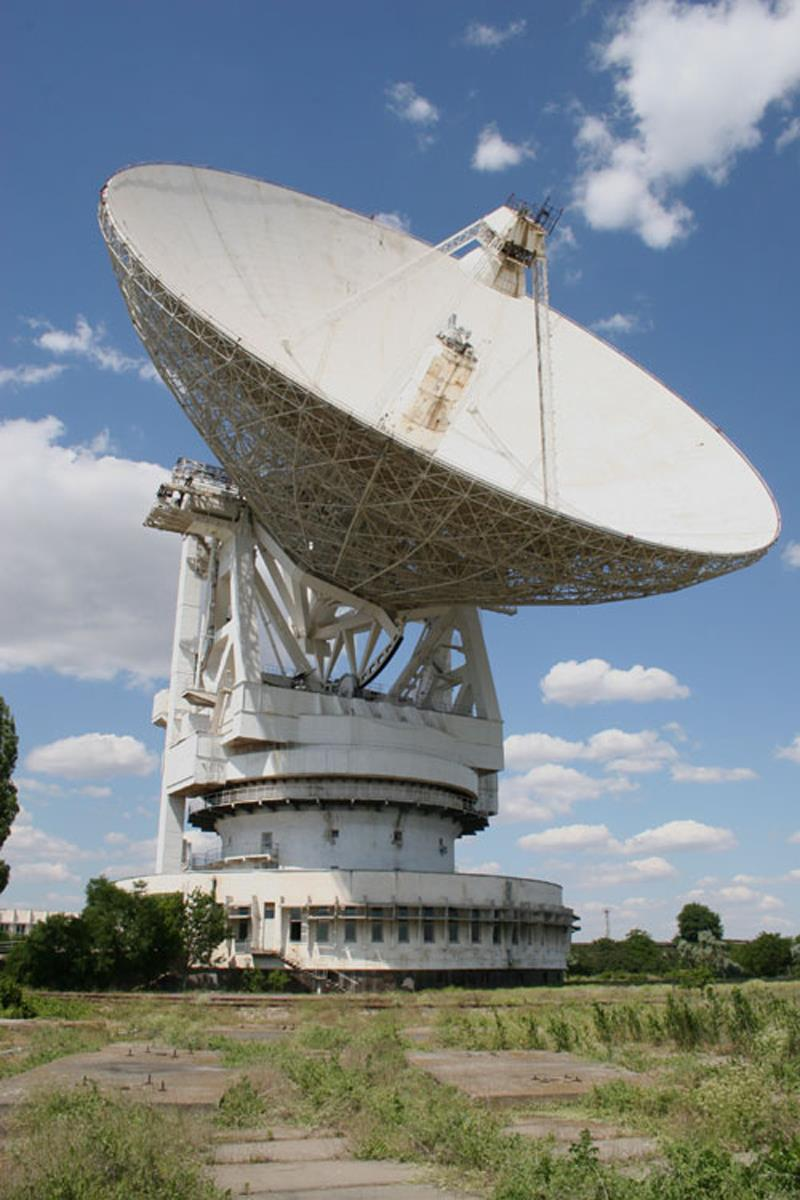
YevpatoriaのRT-70 電波望遠鏡

RT-70として分類される電波望遠鏡は3台あり、全てがかつてのソビエト連邦内に設置された。全て直径70mで観測周波数帯が5–300 GHzの似た仕様である。Yevpatoria望遠鏡はスペースデブリや小惑星の観測の為にレーダー望遠鏡としても使用される。
直径70mのパラボラアンテナは世界最大級である。
全部で3機ある:
- Yevpatoria RT-70電波望遠鏡はウクライナのクリミア半島のイェウパトーリヤの深宇宙通信センターにある。
- Galenki RT-70電波望遠鏡はロシアのウスリースクのウスリースク天体物理観測所にある。
- Suffa RT-70電波望遠鏡はウズベキスタンのSuffa plateauのSuffa電波天文台にある。